# (216591) Coetzee
(216591) Coetzee es un asteroide perteneciente al cinturón de asteroides, descubierto el 21 de julio de 2002 por Gianluca Masi desde el Observatorio Astronómico de Campo Catino, Campocatino, Italia.

## Designación y nombre
Designado provisionalmente como 2002 OQ7. Fue nombrado en honor de John Maxwell Coetzee (n. 1940) quien es un autor y académico sudafricano que ahora vive en Australia. En 2003 ganó el Premio Nobel de Literatura, con la siguiente motivación: “quien de innumerables formas retrata la sorprendente implicación del outsider”.

## Características orbitales
Coetzee está situado a una distancia media del Sol de 2,416 ua, pudiendo alejarse hasta 2,863 ua y acercarse hasta 1,968 ua. Su excentricidad es 0,185 y la inclinación orbital 3,741 grados. Emplea 1371,45 días en completar una órbita alrededor del Sol.

## Características físicas
La magnitud absoluta de Coetzee es 16,77.